# Diuron
El diuron (C9H10Cl2N2O, 3-(3,4-diclorofenil)-1,1-dimetilurea) es un polvo blanco, cristalino, utilizado como herbicida en agricultura para controlar malezas en plantaciones de ananá (Ananas comosus), banana (Musa x paradisiaca), Citrus, caña de azúcar (Saccharum officinarum) y otros cultivos, así como en las vías férreas.
Se aplica en granulado para controlar malezas persistentes o de emergencia. Se absorbe persistentemente en el suelo, con una vida media de hasta once meses. En agua, se absorbe parcialmente en el sedimento; en la zona superficial la fotólisis lo degrada casi totalmente en un plazo de días. La biodegradación en agua es lenta.
Es probable la absorción de diuron durante su aplicación. Se lo considera tóxico para el ser humano; provoca irritación en piel y mucosas al contacto. Los efectos sistémicos son sólo probable ante una ingesta considerable, y abarcan la taquicardia y la reducción de la capacidad pulmonar, náusea, vómitos, enfisema moderado y pérdida crónica de peso ante la exposición prolongada.
Es un carcinógeno comprobado, y tiene efectos contaminantes en la capa freática.
Aunque persiste en el suelo, algunas bacterias pueden degradar este compuesto, por ejemplo Arthrobacter globiformis D47 produce un enzima fenilurea hidrolasa que rompe esta molécula

## Sinónimos comerciales
- Cekiuron
- Crisuron
- Dailon
- DCMU
- Di-on
- Diater
- Dichlorfenidim (URSS)
- Direx 4L
- Diurex
- Diurol
- Dynex
- Karmex
- Krovar
- Unidron
- Vonduron